# Un long chemin vers la liberté
Un long chemin vers la liberté (Long Walk to Freedom) est le récit autobiographique de la vie de Nelson Mandela publié en 1994, depuis son enfance jusqu'à son premier mandat de président. Le livre aborde les 27 ans de prison et son combat pour la reconnaissance des droits des Noirs en Afrique du Sud,,.
Le livre est adapté au cinéma sous le titre Mandela : Un long chemin vers la liberté en 2013.